# Wadim Brodsky

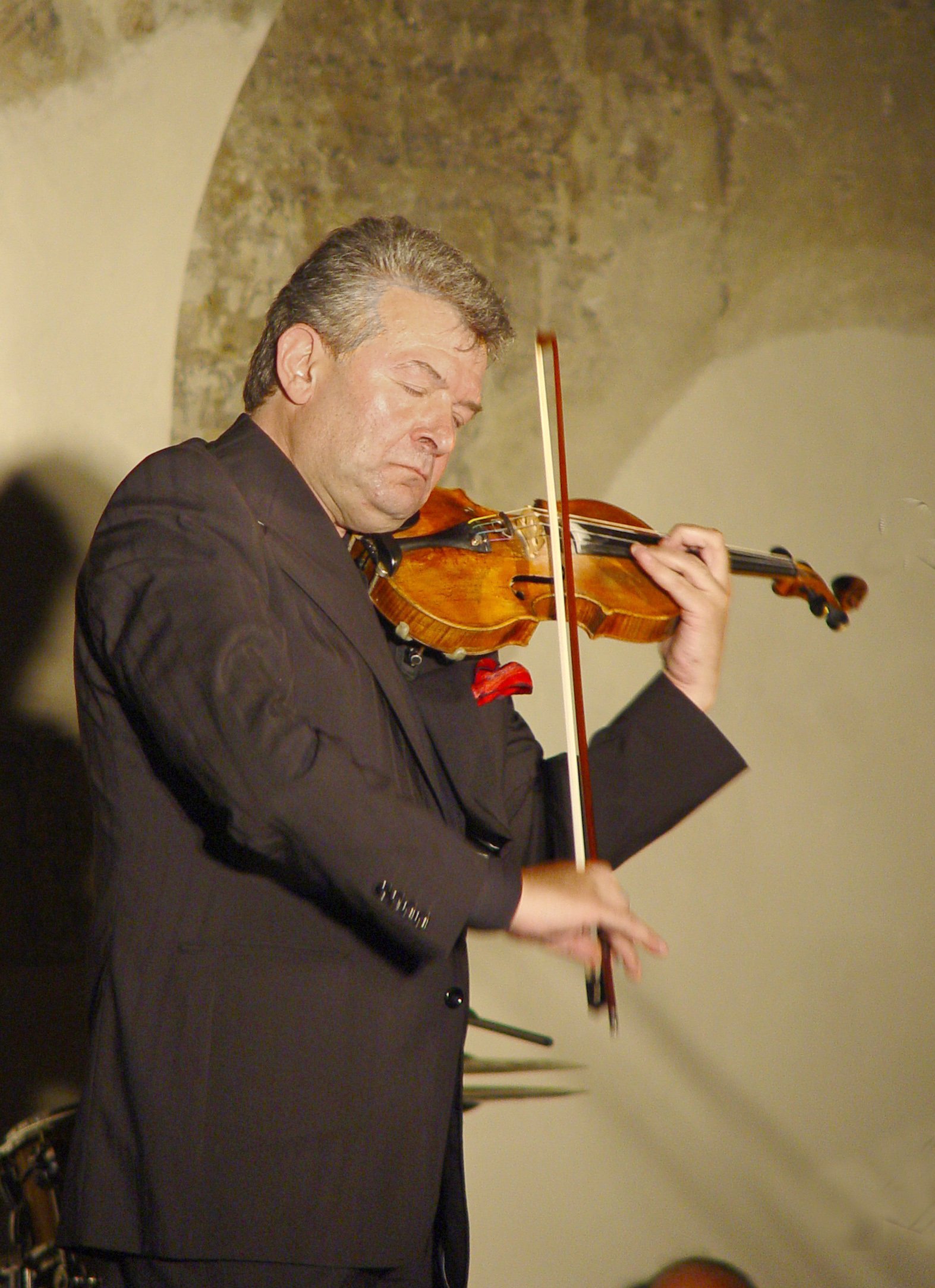
Wadim Brodsky 2008

Wadim Brodsky (ukrainisch Вадим Адольфович Бродський, polnisch Wadim Brodski, * 24. April 1950 in Kiew) ist ein seit 1986 in Rom wohnhafter sowjetisch-polnischer Violinist und Showman.
Brodsky begann im Alter von sechs Jahren mit Violinunterricht. Im Alter von elf Jahren trat er in der Kiewer Philharmonie mit dem Violinkonzert von Dmitri Borissowitsch Kabalewski unter der Leitung des Komponisten auf. Als Schüler von Olha Parchomenko in Kiew und Dawid Fjodorowitsch Oistrach in Moskau wurde er Sieger in internationalen Violinwettbewerben: Wieniawski-Wettbewerb in Posen 1977, Premio Paganini in Genua 1984 und Tibor-Varga-Wettbewerb in Martigny (Schweiz) 1984. 1981 siedelte Brodsky in Warschau an und erhielt 1996 das polnische Staatsbürgerrecht.
Brodsky besitzt eine Violine von Gennaro Gagliano 1747. Während des Tournees mit Orchestra Simfonica di Savona 1998 benutzte er die Violine „il cannone“ von Guarneri del Gesù, das Instrument von Niccolò Paganini. Wadim Brodsky konzertiert mit vielen philharmonischen Orchestern. Mit Konzert- und Unterhaltungsprogrammen tritt er im polnischen und italienischen Fernsehen auf schuf viele Schallplatten mit klassischer und Unterhaltungsmusik, unter anderem Werke von den Beatles, auch mit Brodski Jazz Quartet. Er zeigte sich als Schauspieler in polnischen Filmkomödien und einem Serienfilm.
In der Musikakademie in Bydgoszcz leitet er die Violinklasse.